# Palácio de Barro

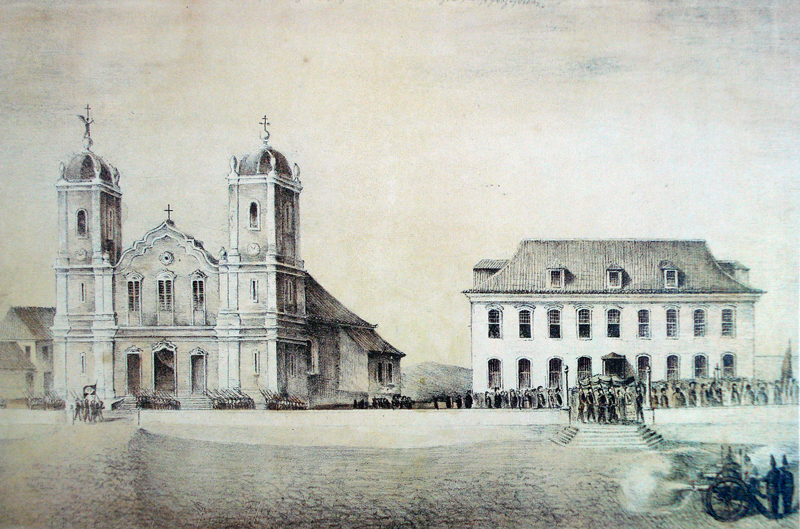
A antiga Matriz ao lado do Palácio de Barro em 1851-1852. Aquarela de Herrmann Wendroth.

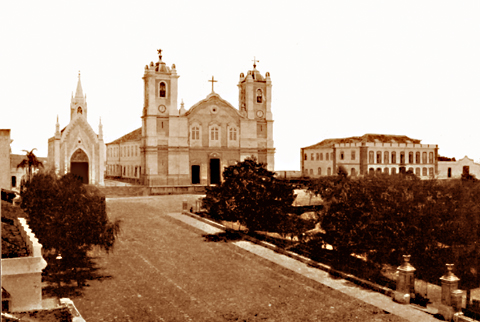
O Palácio de Barro à direita, em 1890, pouco antes de ser demolido. Foto de Virgílio Calegari.

O Palácio de Barro ou Palácio do Governo foi um edifício de Porto Alegre que serviu como sede do governo do Rio Grande do Sul, Brasil, de 1789 até 1896.
O edifício surgiu em função da transferência da capital da Capitania de São Pedro do Rio Grande do Sul de Viamão para Porto Alegre. Em 1772 o governador José Marcelino de Figueiredo incumbiu o capitão Alexandre José Montanha de demarcar o local da nova capital e fazer o primeiro traçado urbano, e a ele se atribui o projeto do palácio. As obras iniciaram em 1773 e terminaram em 1789, resultando em um sobrado em estilo colonial. Seu nome popular Palácio de Barro se deve aos materiais de que foi feito: argila, estuque e madeira.
O prédio foi reformado ao longo dos anos, mudando sua configuração original, e em meados do século XIX já era considerado acanhado demais. Depois da Guerra dos Farrapos (1835-1845) o presidente da província, Francisco Soares de Andrea, encomendou um novo projeto ao arquiteto Phillip von Normann, mas a iniciativa não foi levada a termo. Em 1883 um outro projeto foi encomendado ao engenheiro Álvaro Nunes Pereira, e da mesma forma não saiu do papel.
Em 1894 Júlio Prates de Castilhos resolveu edificar um prédio mais adequado para as necessidades da época. O projeto foi do arquiteto Affonso Hebert, funcionário da Secretaria de Obras Públicas. Francisco Gastaldoni foi encarregado da demolição do Palácio de Barro, que ocorreu em 1896. A administração estadual passou então a funcionar no chamado Forte Apache. Ainda em 1896 foi lançada a pedra fundamental do atual Palácio Piratini. O edifício novo já estava com os alicerces acabados quando em 1908 o projeto de Hebert foi abandonado, e outro muito mais imponente foi encomendado ao francês Maurice Gras, cuja construção iniciou em 20 de setembro de 1909 e terminou, em sua primeira etapa, em 1921, quando o governo ocupou os espaços já prontos.